# Championnat d'Europe masculin de rink hockey 1971
Navigation
Championnat d'Europe masculin 1969 Championnat d'Europe masculin 1973
Le Championnat d'Europe de rink hockey masculin 1971 est la 30e édition de la compétition organisée par le Comité européen de rink hockey et réunissant les meilleures nations européennes. Cette édition a lieu à Lisbonne, au Portugal.
L'équipe du Portugal remporte pour la douzième fois le titre européen de rink hockey et égale le record du nombre de titre établi par l’équipe d’Angleterre pendant l’entre-deux-guerres.

## Participants
Neuf équipes prennent part à cette compétition.
- Allemagne
- Angleterre
- Belgique
- Espagne
- France
- Italie
- Pays-Bas
- Portugal
- Suisse

## Résultats
| Rang | Équipe     | Pts | J | G | N | P | Bp | Bc | Diff |  | Résultats  |  |     |     |      |      |      |      |      |      |
| ---- | ---------- | --- | - | - | - | - | -- | -- | ---- |  | ---------- |  | --- | --- | ---- | ---- | ---- | ---- | ---- | ---- |
| 1    | Portugal   | 14  | 8 | 7 | 0 | 1 | 69 | 12 | +57  |  | Portugal   |  | 4-2 | 6-1 | 3-4  | 12-2 | 11-3 | 16-0 | 13-0 | 4-0  |
| 2    | Espagne    | 14  | 8 | 7 | 0 | 1 | 58 | 15 | +43  |  | Espagne    |  |     | 4-1 | 5-1  | 11-5 | 5-0  | 10-1 | 11-0 | 10-3 |
| 3    | Italie     | 10  | 8 | 5 | 0 | 3 | 38 | 30 | +8   |  | Italie     |  |     |     | 10-3 | 2-5  | 6-5  | 9-1  | 5-3  | 4-3  |
| 4    | Allemagne  | 9   | 8 | 4 | 1 | 3 | 33 | 30 | +3   |  | Allemagne  |  |     |     |      | 2-2  | 4-3  | 7-4  | 9-0  | 4-2  |
| 5    | Pays-Bas   | 9   | 8 | 4 | 1 | 3 | 35 | 35 | 0    |  | Pays-Bas   |  |     |     |      |      | 5-1  | 1-2  | 11-2 | 4-3  |
| 6    | Belgique   | 8   | 8 | 4 | 0 | 4 | 38 | 41 | -3   |  | Belgique   |  |     |     |      |      |      | 7-2  | 11-7 | 7-2  |
| 7    | France     | 6   | 8 | 3 | 0 | 5 | 26 | 62 | -36  |  | France     |  |     |     |      |      |      |      | 7-4  | 9-8  |
| 8    | Suisse     | 2   | 8 | 1 | 0 | 7 | 20 | 68 | -48  |  | Suisse     |  |     |     |      |      |      |      |      | 4-1  |
| 9    | Angleterre | 0   | 8 | 0 | 0 | 8 | 22 | 46 | -24  |  | Angleterre |  |     |     |      |      |      |      |      |      |